# Antti Piippo
Antti Piippo, född 14 januari 1947 i Tammerfors, är en finländsk industriman. 
Piippo, som avlade ingenjörsexamen 1973, var chef för elektronikindustrin vid Aspo Oy 1971–1984 och vid Oy Lohja Ab 1984–1991. År 1991 förvärvade han tillsammans med sina meddirektörer genom management buyout sistnämnda bolags elektronikverksamhet och bildade Elcoteq SE, vars arbetande styrelseordförande han med ett kort avbrott därefter var tills bolaget gick i konkurs 2011.